# George Michael Leader

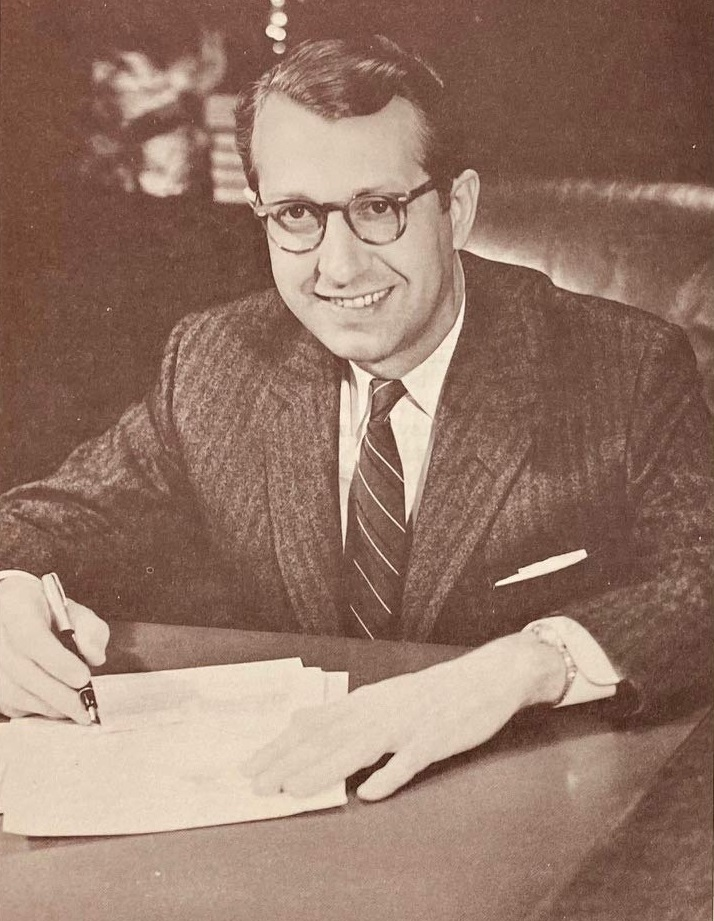
George Michael Leader (1959)

George Michael Leader (* 17. Januar 1918 in York, Pennsylvania; † 9. Mai 2013 in Hershey, Pennsylvania) war ein US-amerikanischer Politiker (Demokratische Partei). Er war von 1955 bis 1959 der 38. Gouverneur des Bundesstaates Pennsylvania.

## Frühe Jahre
George Leader wuchs auf der Geflügelfarm seiner Eltern auf. Danach besuchte er die York High School und das Gettysburg College. An der University of Pennsylvania studierte er Philosophie, Wirtschaftslehre und politische Wissenschaften. Nach der Universitätszeit arbeitete er ab 1939 in der Buchhaltung der elterlichen Geflügelfarm. Während des Zweiten Weltkrieges diente er in der US-Marine an Bord eines Flugzeugträgers im pazifischen Raum.

## Politische Laufbahn
Nach dem Krieg arbeitete Leader erneut für den familieneigenen Betrieb; gleichzeitig begann er aber eine politische Karriere. Er wurde in der Demokratischen Partei aktiv und auf lokaler Ebene in verschiedene führende Positionen gewählt. Zwischen 1950 und 1954 war er Mitglied des Senats von Pennsylvania. 1952 bewarb er sich erfolglos um den Posten des Finanzministers. Im Jahr 1954 wurde er gegen den bisherigen Vizegouverneur Lloyd H. Wood zum neuen Gouverneur gewählt.
Leader trat seine vierjährige Amtszeit am 18. Januar 1955 an. Zur Konsolidierung des Haushalts erhöhte er einige Steuern. Er modernisierte die Verwaltung und führte ein einheitliches Rechnungssystem in der Haushaltsverwaltung ein. Damals wurden erstmals elektronische Rechner eingesetzt. Der Gouverneur erhöhte den Bildungsetat, um die angespannte Lage, die vom „Baby Boom“ und den daraus entstandenen größeren Schulklassen ausgelöst worden war, zu verbessern. Er setzte sich auch für die Rassengleichberechtigung und den Schutz von Minderheiten ein. Auch Krankenhäuser, vor allem die für geistig Behinderte, wurden reformiert und verbessert. Im öffentlichen Dienst wurde das so genannte Merit-System eingeführt. Nach diesem System wurden Tausende von Beschäftigten nach ihrer Leistung bewertet und beschäftigt. Dadurch sollte der politische Einfluss in der Verwaltung verringert werden. Gouverneur Leader öffnete auch die Verwaltung für die Öffentlichkeit. Akten wurden, soweit es möglich war, dem Publikum zugänglich gemacht und die Bürger bekamen das Recht, Anfragen an die lokalen Instanzen zu stellen, die diese auch beantworten mussten. Nach Ablauf seiner Amtszeit durfte Leader aus verfassungsrechtlichen Gründen nicht direkt wieder kandidieren. Daher schied er am 20. Januar 1959 aus seinem Amt aus.

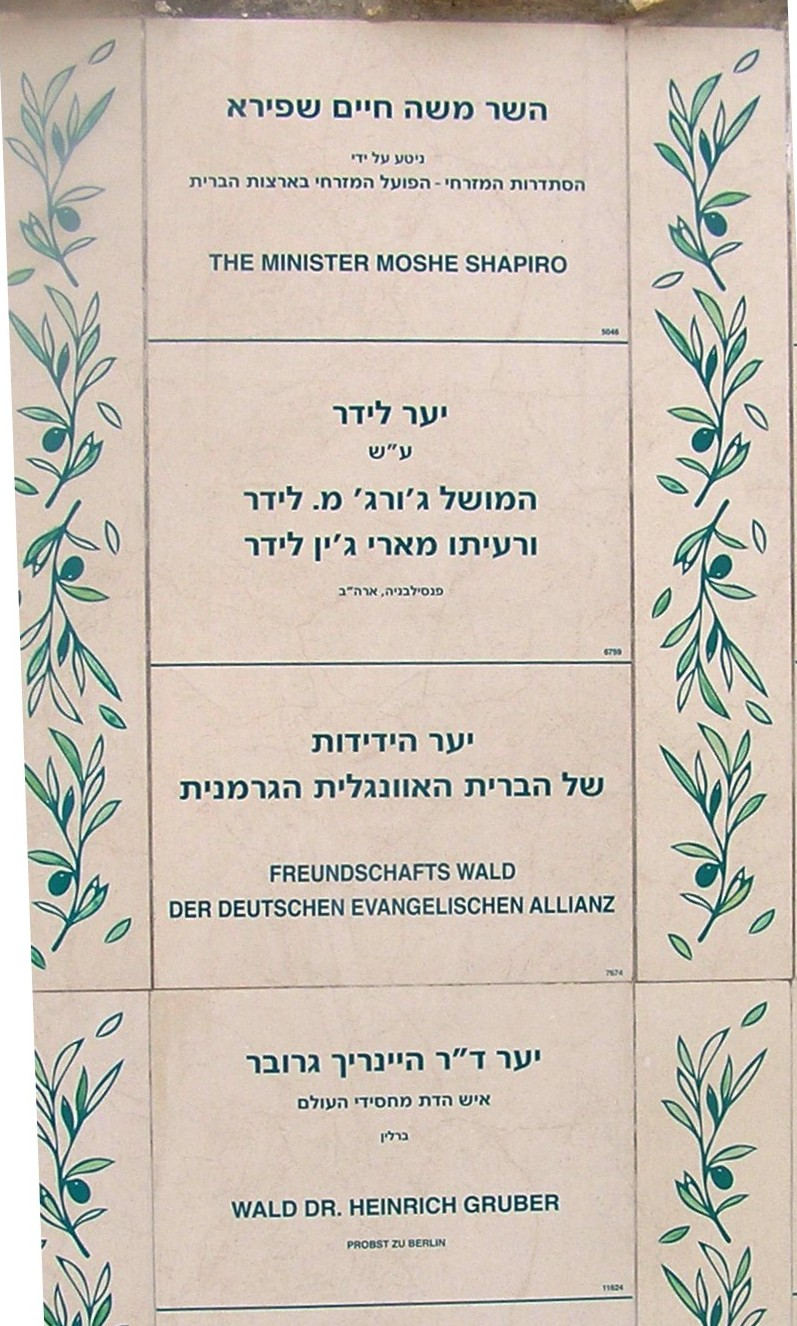
Tafel für George Leader und seine Gattin Mary Jane Strickler, denen zu Ehren 1955 ein Waldstück im Jerusalemer Wald gepflanzt wurde

## Weiterer Lebensweg
Im Jahr 1958 bewarb sich Leader erfolglos um einen Sitz im US-Senat. Danach hat er kein weiteres öffentliches Amt mehr angestrebt. Er blieb aber seiner Partei verbunden und hat zu vielen politischen Themen der Zeit Stellung bezogen. In den 1980er und 1990er Jahren hat er mit seiner Familie einige Seniorenheime erbaut. Diese werden auch heute noch von der Familie geleitet. George Leader lebte zuletzt in Hummelstown. Zusammen mit seiner Frau Mary Jane Strickler hatte der Ex-Gouverneur vier Kinder.